# Serie Estoppey D

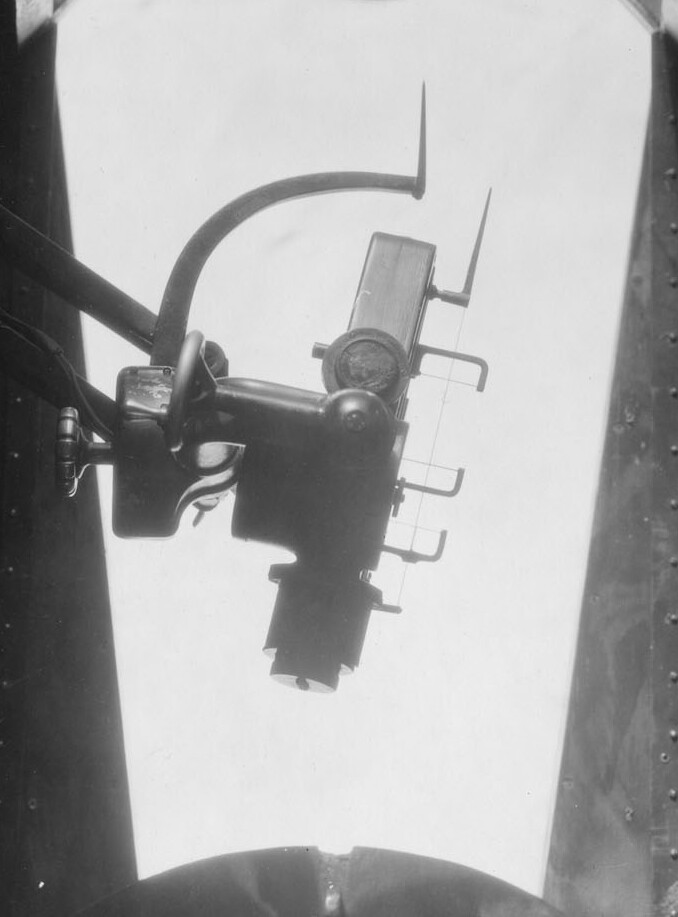
Un Estoppey D-1 en la ventana de puntería de un bombardero Martin MB-2. En este caso, la mira se gira hacia la derecha para tener en cuenta el viento.

La serie Estoppey D fue una línea de miras de bombardeo del período de entreguerras desarrolladas por Georges Estoppey del McCook Field del Cuerpo Aéreo del Ejército de los Estados Unidos, comenzando con el D-1 de 1922. Una característica clave fue el uso de un péndulo para mantener la mira correctamente orientada hacia el suelo incluso mientras el avión maniobraba, y amortiguadores para evitar que se balanceara en caso de turbulencia.
En las pruebas realizadas en 1923, el D-1 demostró ser más preciso que el Mark III de la Armada de los Estados Unidos o el Mk. I del Ejército, y dos veces más preciso que los antiguos diseños de visores Michelin. Una serie de actualizaciones menores llevaron al primer modelo de producción ampliamente utilizado, el D-4 de 1925, del que se produjeron varios cientos. El diseño estaba entre los más avanzados de su época, pero aún era inexacto hasta el punto de resultar inútil en altitudes superiores a 8000 pies (2438,4 m).
Estoppey continuó trabajando en el diseño, introduciendo modelos tanto para el Ejército como para la Armada. El D-5 de 1929 tenía un diseño muy diferente y utilizaba el nuevo concepto taquimétrico, pero demostró tener una precisión incluso menor que el D-4 y fue cancelado.
El D-7 de 1931 era similar al D-4, pero agregó iluminación para uso nocturno, un indicador automático de dirección del piloto que le indicaba en qué dirección girar y lanzamiento automático de bombas para mejorar la sincronización. Si bien el D-7 era efectivo, el Ejército planeaba cambiar a la mira Sperry, que ofrecía una precisión dramáticamente mejor. En 1938, cuando resultó difícil producir el Sperry en cantidad, el Ejército ordenó una última producción de una actualización mucho más básica del D-4, designada como D-8. El D-8 fue la versión más producida de la serie D, con poco más de 10.000 unidades producidas; la mayoría fueron entregadas a la Unión Soviética bajo el programa de la Ley de Préstamo y Arriendo.
Estoppey entró en una larga y enconada serie de batallas legales con el Ejército y la Marina por las regalías de sus conceptos. Como la mayoría de los diseños fueron producidos mientras trabajaba para el Cuerpo Aéreo, no tenía derecho a recibir regalías. Al dejar el empleo militar en 1926, inmediatamente comenzó a exigir honorarios tanto del Ejército como de la Marina, y finalmente recibió varios miles de dólares.

## Historia

### Primeros visores
Los primeros visores de bombarderos eran capaces de calcular sólo la distancia hacia adelante que se movería la bomba cuando se arrojara desde una altitud determinada. Para utilizar estos sistemas, el avión primero cambiaría su rumbo hasta que no pudiera ver más objetos desplazados lateralmente en el suelo, lo que indicaría que el avión volaba en la misma dirección que el viento. Luego se ingresaban la velocidad y la altitud actual en la mira de bombas, que movía un puntero hacia adelante y hacia atrás para indicar el lugar correcto para lanzar las bombas. La caída de la bomba se realizaría cuando el objetivo pasara por el indicador de la mira.
Incluso al acercarse directamente a lo largo de la línea del viento, la velocidad de ese viento tendrá un efecto. Pruebas en un campo de pruebas, en un avión que volaba a 150 kilómetros por hora (93,2 mph), demostró que a la altitud actual, las bombas tardarán 20 segundos en llegar al suelo. Esto significa que las bombas, que salen del avión a la velocidad de avance del mismo, recorrerán 830 metros (2723,1 pies) en el momento en que impactaron. Si el avión vuela con un viento de 20 kilómetros por hora (12,4 mph) en su morro, su velocidad de avance es de sólo 130 km/h, y en este caso las bombas viajarán sólo 720 metros (2362 pies), falta por más de 100 metros.
La solución es utilizar un cronómetro cuando el avión se acerca al objetivo. El apuntador de la bomba elegiría un objeto adecuado en el suelo a lo largo de la línea de aproximación, tal vez el objetivo mismo, y luego lo mediría a medida que pasara por dos marcadores en la mira colocada en un ángulo fijo. Luego, la velocidad de avance podría calcularse buscándola en una tabla de tiempos y altitudes, aunque algunos sistemas ofrecían cierto nivel de automatización para esta tarea. Tomar esta medición no fue un proceso trivial, especialmente porque casi todos estos sistemas tenían que ser operados por el piloto mientras miraba hacia abajo a través de las miras y al mismo tiempo intentaba mantener el avión nivelado. Si el ángulo del avión cambiara incluso unos pocos grados durante el proceso, las mediciones perderían su sentido.

### D-1
Georges Louis Estoppey emigró a los Estados Unidos en 1916 y pronto comenzó a trabajar en una nueva mira que abordaría estos problemas. A Estoppey se le ocurrió un sistema que mantendría la mira correctamente perpendicular al suelo usando un péndulo, y luego estabilizaría su movimiento usando amortiguadores para que no se balanceara después de moverse. Solicitó tres patentes sobre el concepto durante la Primera Guerra Mundial y formó la Musa-Estoppey Company en Nueva York para construirlas. Recibió las patentes en marzo de 1919, pero la empresa quebró en 1921.
Luego, Estoppey comenzó a trabajar para la División de Ingeniería de Servicio Aéreo en McCook Field, donde continuó refinando el diseño e introdujo la primera versión con calidad de producción como el D-1 en 1922. En las pruebas realizadas en el Aberdeen Proving Ground, el Ejército produjo índices de acierto del 80% en condiciones estándar, concluyendo que ofrecía «mucha mayor precisión que las antiguas miras Navy Mark III o Army Mark IA» y que era «el doble de precisa que las Michelin». La Armada también quedó impresionada, pero sólo hasta el punto de utilizar un pequeño número mientras esperaban que Carl Norden llevara a cabo nuevos desarrollos propios para estabilizar el Mark III. Esto llevó a un pedido de 16 D-1, dos de los cuales se enviaron a la Marina. Las pruebas contra el USS Virginia y el USS New Jersey en 1923 dieron lugar a un pedido adicional de 100, de los cuales 14 se enviaron a la Armada. Finalmente, la producción total ascendió a 114 de Pioneer Instrument Company para el Ejército y otros 14 para la Armada de Eberhart Steel.
En uso, el D-1 difería poco de diseños anteriores de visores como el Michelin. El bombardero primero observaría el movimiento del objetivo en relación con un cable de metal vertical y dirigiría al piloto hacia la izquierda o hacia la derecha hasta que observara que se detenía cualquier deriva lateral. En ese punto, observaría el movimiento del objetivo a lo largo del cable hasta que cruzara la línea definida por dos cables horizontales, el «cable superior» y el «cable de sincronización». Luego comenzaba a girar una manivela con su mano izquierda, lo que hacía que el cable de sincronización comenzara a moverse hacia atrás mientras que al mismo tiempo el cable de mira trasera se movía hacia adelante. Giraron la manivela para intentar mantener el cable de sincronización alineado con el objetivo. Cuando el reloj indicó 15 segundos, dejó de girar, proporcionando así una medida de la velocidad de avance. Esta medición dejó el cable superior colocado de manera que se tuviera en cuenta la velocidad de avance. Luego continuaron observando hasta que el cable superior se alineó con el «cable de alcance» inferior y cayeron en ese instante.

### Actualizaciones básicas, D-4
Cronometrar la caída usando el cronómetro resultó ser un problema práctico, y Estoppey comenzó a trabajar en un cronómetro automático para el D-2. La División de Ingeniería compró tres prototipos de Pioneer en 1925. El diseño físico del D-2 era significativamente diferente al del D-1, con las miras en el centro de una gran calculadora en forma de U. Los dos ejemplares D-3 reemplazaron el sistema de péndulo del D-2 con una plataforma giroscópica de Sperry Gyroscope. Ninguno de los diseños demostró ofrecer un avance suficiente en el D-1 como para justificar una producción a gran escala.
Mientras tanto, en servicio, el D-1 demostró ser demasiado frágil para el manejo brusco de la tripulación, quienes a menudo usaban la mira como manija al entrar y salir del avión. Esto llevó al D-4, que era más robusto y también incluía el sistema de sincronización automática. Debido a que era tan similar a los modelos anteriores, se ordenaron y entregaron rápidamente tres prototipos, pero el Ejército concluyó que también representaban una mejora demasiado pequeña para considerar la producción, especialmente porque ahora estaban esperando diseños mucho más avanzados. Esos diseños avanzados no surgieron y, durante los siguientes cinco años, el Ejército encargó varios lotes del D-4, por un total de 230 ejemplares, y la Armada añadió otros 40 para trabajos a baja altitud. El Ejército lo puso en uso operativo en 1926.
El sistema de sincronización del D-4 simplificó enormemente la operación. En lugar de cronometrar el movimiento durante un tiempo fijo y luego usarlo para calcular la configuración necesaria, el sistema lo realizó automáticamente. El apuntador de la bomba simplemente giraba una manivela mientras el cronómetro se acababa, y cuando se acababa el tiempo, la manivela se desconectaba automáticamente con las miras colocadas en el ángulo correcto.

### Nuevos conceptos
Además de las actualizaciones menores del concepto original, Estoppey también trabajó en diseños completamente nuevos. El primero y más desarrollado de ellos fue el D-5, que utilizó el nuevo concepto «sincrónico» o «taquimétrico» para cronometrar la caída. A diferencia de los diseños anteriores en los que la velocidad sobre el suelo se medía directamente con el cronómetro, en estos diseños la velocidad se medía mediante un sistema integrador de bolas y discos. El bombardero introduciría primero una estimación de la velocidad y dirección del viento basándose en mediciones anteriores, generalmente realizadas por el navegante. Esto haría que las miras, un telescopio de baja potencia, comenzaran a moverse para rastrear un objeto en el suelo. Luego, el bombardero ajustaría la estimación inicial girando diales para cambiar la dirección o la velocidad hasta que los objetos pudieran verse inmóviles a la vista. En este punto, el sistema realizó una medición muy precisa de la velocidad y el rumbo. Si bien esto ofrecía una precisión incomparable en teoría, en la práctica el D-5 resultó menos preciso que el D-4, y el Cuerpo Aéreo recomendó que «no se realicen más trabajos experimentales con la mira del D-5».
La siguiente versión conocida es el D-7, que utilizó el mismo mecanismo general que el D-4, pero agregó varias actualizaciones. Entre ellos se encontraba un sistema de mira en forma de cruz iluminada que era adecuado para su uso de noche, un sistema que lanzaba automáticamente las bombas en el momento adecuado para eliminar los retrasos en el bombardero al presionar el botón de lanzamiento, y un indicador de dirección del piloto que se operaba simplemente girando la mira para apuntar al objetivo. Aunque se trataba de actualizaciones valiosas, la inminente llegada esperada de los diseños más avanzados de Sperry significaba que no había razón para comprar el D-7 mientras tanto.

### D-8
El desarrollo final de la línea fue el D-8, encargado debido a los continuos retrasos en la producción del Sperry S-1 y Norden Mk. XV. El D-8 fue una serie de mejoras menores al D-4 diseñadas por su fabricante original, Gaertner Scientific de Chicago. Estos le permitieron operar a velocidades y altitudes más altas que las del nuevo avión que se estaba introduciendo. Después de que Gaertner suministrara 80 unidades ensambladas a mano, el Ejército envió un contrato de producción a National Cash Register (NCR) por 15 000 unidades inmediatamente después del ataque a Pearl Harbor, a 200 dólares la unidad. En las pruebas contra el Norden, el D-8 logró 3 impactos por cada 50 bombas lanzadas, en comparación con 48 de 50 para el Norden. Sin embargo, consciente de sus limitaciones, el ejército lo envió a «aviones para los que no hay otra mira disponible».
El Ejército continuó presionando para que se entregaran más rápido el Norden, pero la Armada vaciló en permitir que comenzara la producción en otras plantas, temiendo que hacerlo alteraría la producción en la planta principal de Norden y retrasaría sus propias entregas. En una reunión el 11 de noviembre de 1942, el Ejército se quejó de que mientras tomaban todos los Norden que podían y los colocaban inmediatamente en un avión, la Marina tenía más miras que aviones y simplemente almacenaba sus Norden en almacenes. Mientras tanto, la Armada prometería entregar una cierta cantidad de miras para un mes determinado, por lo que el Ejército ajustaría sus pedidos de aviones para que coincidieran, sólo para recibir un número diferente y perder la oportunidad de producir más de un mes, o tener para entregarlos con lo que un miembro del Cuerpo Aéreo llamó «esta maldita mira D-8 que preferiría tener un par de clavos y un alambre».
Después de enormes discusiones y rivalidades entre servicios, el problema del Norden finalmente se resolvió inesperadamente cuando la Armada concluyó que de todos modos no podía atacar barcos. Dirigieron su atención al uso de bombarderos en picado y torpederos, como la mayoría de las otras fuerzas de aviación naval, y abandonaron por completo el uso de bombardeos a gran altitud contra barcos. Toda la producción fue entregada al ejército. En ese momento, NCR estaba en plena producción del D-8, con 2.000 entregas al mes. Aunque el contrato se canceló en octubre de 1943, hasta ese momento ya se habían producido 10 000. Luego fueron enviados, junto con otros 2000 D-4B, a la Unión Soviética como parte de la Ley de Préstamo y Arriendo.

### Demandas
En 1924, Estoppey exigió que se le pagaran regalías por sus diseños. El jefe del Servicio Aéreo, el general de división Mason Patrick, se negó, basándose en el hecho de que habían sido diseñados y construidos mientras Estoppey estaba empleado por el Cuerpo Aéreo. Su contrato sí tenía una asignación de hasta el 7,5% de regalías hasta un máximo de $7500 ($133340), pero estos solo se podían pagar en dispositivos que se vendieron después de que dejó el servicio gubernamental. Estoppey lo hizo en julio de 1926, y eso resultó en pagos de 2887 dólares en 1927 y 2600 dólares en 1932.
Como no se construyeron más dispositivos con sus diseños después de esa fecha, dirigió su atención a la Armada y afirmó que el Norden Mark XI «cae dentro de las divulgaciones y el alcance de mis patentes». La Armada no estuvo de acuerdo y señaló que compraron el Mark XI específicamente porque permitía ataques a objetivos en movimiento, algo que Estoppey nunca resolvió. Sin embargo, acordaron pagar 2000 dólares por el uso de la patente 1 296 640.

## Descripción
Los D-1, 4 y 8 eran dispositivos muy similares y se diferenciaban sólo en los detalles. Esta descripción se basa en el D-4, pero el vídeo de referencia muestra el D-8 posterior, que difiere sólo en pequeños detalles.
Las miras de la serie D constaban de tres partes principales, un sistema de montaje fijado al avión, una barra de metal larga y curva con un puntero que se extendía desde el frente y el propio mecanismo de mira. El sistema de montaje se usó antes del vuelo para posicionar y rotar la mira de modo que estuviera nivelada con la aeronave y apuntara directamente a lo largo de su dirección normal de vuelo, y no se usó después de eso. Un sistema separado permitía que la mira en su conjunto girara hacia la derecha o hacia la izquierda en vuelo. La larga barra en forma de C se utilizaba simplemente para indicar cualquier rotación de la mira en relación con el morro del avión. El D-8 movió este indicador a la parte trasera de la mira.
La mira en sí era rectangular y aproximadamente del tamaño de un libro de tapa dura. Las miras consistían en varios juegos de alambres metálicos delgados en el lado derecho de la caja, uno longitudinal largo que recorría la longitud del dispositivo y que se usaba para comparar el movimiento del objetivo con la línea de viaje de la aeronave, y tres horizontales usados. para cronometrar la caída, dos en la parte inferior del dispositivo, justo encima del cable longitudinal, y un segundo en la parte superior de la carcasa. Frente a la mira superior, en el lado izquierdo de la caja, había una pequeña manivela.
A medida que el bombardero se acercaba al área objetivo, el bombardero primero miraba a lo largo del cable longitudinal y giraba todo el dispositivo hacia la izquierda o hacia la derecha hasta que el cable estuviera encima del objetivo. Al observar el movimiento del objetivo en relación con este cable, le indicaban giros al piloto, o usaban el indicador de dirección del piloto, hasta que el avión apuntaba en una dirección tal que su movimiento lateral en relación con el objetivo compensaba exactamente cualquier viento del lado. En ese punto, se verá al objetivo moviéndose directamente a lo largo del cable longitudinal.
Con la deriva puesta a cero, el operador consulta una tabla impresa en el costado de la caja que enumera el ángulo aproximado de caída desde esa altitud y su velocidad aérea actual. Por ejemplo, al arrojar bombas de uso general de 1000 lb desde 20 pies (6,1 m) altitud y 200 millas por hora (321,9 km/h), las bombas tendrían que ser lanzadas cuando el objetivo esté a unos 40 grados delante del avión. Este ángulo se ingresa en la mira y luego se da cuerda al cronómetro girando la manivela principal hacia atrás, en el sentido de las agujas del reloj. El tiempo que tardan las bombas en llegar al suelo, desde otra mesa, se ingresa en el cronómetro.
La mira ya está lista para su uso. Luego, el operador mira a lo largo de la línea desde la mira superior hasta la mira delantera, inicialmente establecida en ese ángulo de 40 grados. Cuando el objetivo pasa por esta línea, el operador comienza a girar la manivela hacia adelante, en sentido antihorario, lo que inicia el cronómetro y hace que la mira comience a moverse hacia atrás. Continúan girando la manivela para mantener la mira alineada con el objetivo mientras se ve que el objetivo se mueve hacia atrás debido al movimiento hacia adelante del avión. Cuando se acaba el cronómetro, la manivela se desconecta. Esto ha movido las miras a través del ángulo en el que se moverán las bombas a medida que caen, una medida directa de la velocidad de avance.
Esto deja la mira trasera en el lugar adecuado para dejarla caer después de tener en cuenta los efectos del viento. El operador ahora cambia su vista a lo largo de la línea desde la mira superior hasta la mira trasera y suelta las bombas cuando el objetivo pasa por esa línea.
El sistema también incluía un dial en la parte posterior de la caja que podía usarse para ajustar manualmente la sincronización moviendo las miras hacia adelante o hacia atrás. Esto se usó para ajustes como esparcir una serie de bombas que se lanzan durante un período en lugar de todas al mismo tiempo, o establecer un «rastro», la distancia a la que las bombas caerán detrás del avión debido a las diferencias en balística entre los diseños de bombas.

### Citas
1. 1 2 3  Course, 1919, p. 150.
2. 1 2  McFarland, 1995, p. 30.
3. ↑  McFarland, 1995, p. 212.
4. 1 2 3 4  McFarland, 1995, p. 31.
5. ↑  «Interwar Development of Bombsights». National Museum of the United States Air Force.
6. 1 2 3 4  McFarland, 1995, p. 32.
7. 1 2  McFarland, 1995, p. 137.
8. ↑  McFarland, 1995, p. 141.
9. ↑  McFarland, 1995, pp. 138, 214.
10. ↑  Moore, 2016, 2:10.
11. ↑  Moore, 2016, 0:50.
12. ↑  Moore, 2016, 2:00.
13. ↑  Moore, 2016, 3:00.
14. ↑  Moore, 2016, 3:25.
15. ↑  Moore, 2016, 5:00.
16. ↑  Moore, 2016, 5:50.
17. ↑  Moore, 2016, 0:58.

### Otros medios
- Moore, Wistarmo (23 de julio de 2016). Estoppey D-8.

- Datos: Q125701437